# Râul Vizontea
Râul Vizontea este un curs de apă, afluent al râului Șușița. 